# Pamela Des Barres

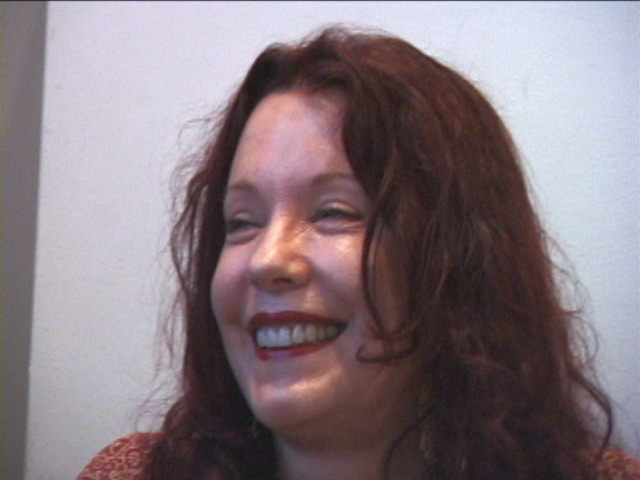
Pamela Des Barres in 2007

Pamela Des Barres (Reseda (Californië, 9 september 1948) is een voormalige groupie (welke term ze als eerste omschreef), die onder meer bekend is geworden omdat ze haar ervaringen met artiesten beschreef in haar boeken I'm With The Band (1987), Take Another Little Piece of My Heart: A Groupie Grows Up (1993) en Rock Bottom: Dark Moments in Music Babylon.
"Miss Pamela" raakte via Don van Vliet alias Captain Beefheart in het kringetje rond Frank Zappa. Later was ze close met artiesten als Mick Jagger, Jimmy Page en  Jim Morrison.
- Bibliothèque nationale de France: cb151258047 (data)
- CiNii: DA08543327
- Gemeinsame Normdatei: 118887599
- International Standard Name Identifier: 0000 0000 8104 0346
- Library of Congress Control Number: n85275874
- MusicBrainz: e2e58383-d23d-4e2e-8bd9-54aa8e631cfe
- Bibliotheek van het Japanse parlement: 00465540
- Nationale en Universitaire bibliotheek Zagreb: 000546384
- Nederlandse Thesaurus van Auteursnamen: 297015532
- Réseau des bibliothèques de Suisse occidentale: 02-A026818452
- LIBRIS: 328517
- Système universitaire de documentation: 112146139
- Virtual International Authority File: 24900734
- WorldCat: E39PBJptXtYTTtjhqVmxcwqmh3